# Oliver Vogt
Oliver Matthias Vogt (Basilea, 28 marzo 1980) è un ex cestista svizzero.

## Palmarès
- Campionato svizzero: 4

Boncourt: 2003-04
Fribourg Olympic: 2006-07, 2007-08
Lions de Genève: 2012-13
- Coppa di Svizzera: 1

Fribourg Olympic: 2007
- Coppa di Lega Svizzera: 5

Fribourg Olympic: 2007, 2008, 2009, 2010
Lions de Genève: 2013
- Ligue Regionale de Basket Ball de Mayotte: 1

M'tsapéré: 2014
- Coupe Regionale de Basket Ball de Mayotte: 1

M'tsapéré: 2014